# Synkopendissonanzkette
Als Synkopendissonanzkette wird in der Musiktheorie eine kontrapunktische Fortschreitung bezeichnet, bei welcher zwei Stimmen eine Folge (»Kette«) von Synkopendissonanzen vollziehen. Die Synkopendissonanzen folgen dabei unmittelbar aufeinander, sodass diese Konstellation jeweils schrittweise abwärts sequenziert wird. Der "Auflösungston" der Synkopendissonanz, welcher auf unbetonter Taktposition steht, wird seinerseits erneut synkopisch übergebunden und dient als "Vorbereitungston" für die nachfolgende Synkopendissonanz, die wiederum auf betonter Taktposition steht. 

2-3 und 7-6-Synkopendissonanzketten

Es ergibt sich daraus die wiederholte Intervallfolge Septime-Sexte (7-6) oder im Stimmtausch Sekunde-Terz (2-3). Bei der 2-3-Kette ist die Dissonanz unten gebunden, wohingegen bei der 7-6-Kette die Dissonanz oben gebunden ist.
Synkopendissonanzketten können durch weitere hinzutretende Stimmen ergänzt werden. Sie liegen einer Vielzahl von Sequenzen zugrunde, wie beispielsweise dem Karussell. Besonders gut beobachten lassen sie sich oftmals in den Triosonaten von Arcangelo Corelli zwischen den beiden Violinen.

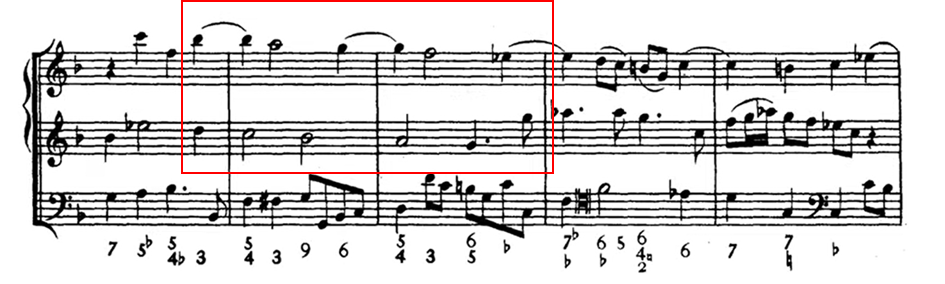
Synkopendissonanzkette in Corelli Triosonate Op. 3, Nr. 3, T. 5ff.